# Joaquim Maria Mascarenhas Castelo Branco
Joaquim Maria Mascarenhas Castelo Branco (Rio de Janeiro, 15 de junho de 1753 - Luanda, 29 de novembro de 1807) foi um prelado português da Igreja Católica nascido no Brasil, bispo de Angola e Congo.

## Biografia
Era filho do mestre de campo José Mascarenhas Castelo Branco, este filho do tenente-coronel João Mascarenhas Castelo Branco e de Dona Ana Teodora Ramos de Mascarenhas, sendo assim, bisneto do Gonçalo de Lemos Mascarenhas, antigo governador de Cabo Verde e sobrinho do bispo de São Sebastião do Rio de Janeiro, Dom José Joaquim Justiniano Mascarenhas Castelo Branco. Estudou na Universidade de Coimbra, onde licenciou-se em direito em 1781.
Foi ordenado padre em 20 de maio de 1780, em Portugal.
Foi nomeado bispo de Angola em Congo pelo príncipe regente Dom João em 11 de agosto de 1802, sendo confirmado pelo Papa Pio VII em 21 de dezembro do mesmo ano. Foi consagrado em 6 de março de 1803, por Dom Lorenzo Caleppi, núncio apostólico em Portugal, coadjuvado por Dom Manuel Joaquim da Silva, cônego da Sé de Lisboa e por Dom Miguel da Madre de Deus da Cruz, bispo-emérito de São Paulo.
Faleceu em Luanda em 29 de novembro de 1807, sendo sepultado na Capela do Santíssimo Sacramento da Sé de Luanda.